# Bisonalveus
Il bisonalveo (gen. Bisonalveus) è un mammifero estinto vissuto nel Paleocene in Nordamerica.

## Descrizione
La caratteristica principale di questo strano mammifero era data dalla dentatura: diversamente dai mammiferi attuali, infatti, Bisonalveus era dotato di scalanature lungo i denti, che quasi sicuramente servivano da condutture per una sostanza velenosa.
Oggigiorno, solo pochissimi mammiferi sono velenosi: l'ornitorinco maschio possiede uno sperone velenifero sulle zampe posteriori, mentre quattro specie di toporagni e le due specie di solenodonti possiedono una saliva velenosa. Anche il lori lento ha due ghiandole velenifere sulle braccia.
In Bisonalveus i denti che probabilmente contenevano veleno non corrispondevano con la mascella inferiore, e in questo modo assomigliavano moltissimo alle zanne mortali dei serpenti odierni. In un modo simile, forse, al solenodonte attuale, Bisonalveus mordeva le sue vittime per iniettare la sua saliva tossica e seppelliva i resti in una buca per cibarsene in un secondo tempo.
È ancora incerto il perché il veleno non si sia diffuso come arma nel mondo dei mammiferi. Forse, in un mondo dove uccidere velocemente è incredibilmente efficiente, un'arma come il veleno, che uccide lentamente, sarebbe risultata poco utile rispetto ad altri metodi di uccisione.